# 阿華洛拉 (夏威夷州)
阿華洛亞（英語：Ahualoa）是位於美國夏威夷州夏威夷縣的一個非建制地區。該地的面積和人口皆未知。

## 地理
阿華洛亞的座標為20°05′17″N 155°29′29″W / 20.08806°N 155.49139°W，而該地的平均海拔高度為343米（即1125英尺）。